# عن الليلة الأخيرة
عن الليلة الأخيرة (بالإنجليزية: About Last Night)‏ هو فيلم رومانسي كوميدي أمريكي تم إنتاجه في سنة 2014 وهو من بطولة كيفن هارت ومايكل إيلي وريجينا هول وجوي براينت وبولا باتون وكريستوفر ماكدونالد ومن إخراج ستيف بينك قصة الفيلم مأخوذة من مسرحية بعنوان قذارة جنسية في شيكاغو من تأليف تيم كازورنيسكي وألذي تم بث فيلم قديم عنها بنفس العنوان في سنة 1986 إلا أن قصة هذا الفيلم تدور أحداثها في لوس أنجلوس وفي سنة 2012. وقد تم عرض الفيلم في مهرجان أفريقيا الكبرى للأفلام في يوم الفالنتين.

## القصة
قصة الفيلم تحكي عن العاشقين وعن تنقلاتهم بين الحانة وغرفة النوم ليغيروا من نمط حياتهم فيما بعد ليتعاملوا مع العالم.

## الطاقم
- كيفن هارت بدور بيرني
- مايكل إيلي بدور داني
- ريجينا هول بدور جوان
- جوي براين بدور ديبي
- كريستوفر ماكدونالد بدور كايسي مكنيل
- أدام رودريغيز بدور ستيف ثايلر
- جو لو تروجليو بدور راين كيلر
- بولا باتون بدور أليسون

## روابط خارجية
- عن الليلة الأخيرة على موقع IMDb (الإنجليزية)
- عن الليلة الأخيرة على موقع ميتاكريتيك (الإنجليزية)
- عن الليلة الأخيرة على موقع روتن توميتوز (الإنجليزية)
- عن الليلة الأخيرة على موقع نتفليكس (الإنجليزية)
- عن الليلة الأخيرة على موقع قاعدة بيانات الأفلام العربية
- عن الليلة الأخيرة على موقع ألو سيني (الفرنسية)
- عن الليلة الأخيرة على موقع أول موفي (الإنجليزية)
- عن الليلة الأخيرة على موقع بوكس أوفيس موجو (الإنجليزية)
- عن الليلة الأخيرة على موقع فيلمافينيتي (الإسبانية)
- عن الليلة الأخيرة على موقع قاعدة بيانات الأفلام السويدية (السويدية)